# Armin Hary
Armin Erich Hary (* 22. März 1937 in Gersweiler) ist ein ehemaliger deutscher Leichtathlet. In seiner Laufbahn wurde er jeweils zweimal Olympiasieger und Europameister. Als erstem Sprinter gelang es ihm 1958, die 100 Meter in handgestoppten 10,0 s (auf der Aschenbahn) zu laufen. Hary ist damit sowohl der bislang letzte Deutsche als auch Europäer, der den 100-Meter-Weltrekord gehalten hat. 2011 wurde er in die Hall of Fame des deutschen Sports aufgenommen.

## Leben
Der gelernte Feinmechaniker und Sohn eines Bergarbeiters spielte in seiner Jugend Fußball und wechselte im Alter von 16 Jahren zur Leichtathletik. Seine Eltern unterstützten seine sportlichen Aktivitäten zunächst nicht und hätten ihn lieber als Geigenvirtuosen gesehen. Beim SV Saar 05 Saarbrücken und 1. FC Saarbrücken begann er als Zehnkämpfer und wechselte 1957 die Disziplin und den Verein: Als Sprinter bei Bayer 04 Leverkusen, dessen Trainer Bert Sumser ihn an den Rhein holte, wurde er noch im selben Jahr Deutscher Vizemeister im 100-Meter-Lauf (10,5 s), knapp hinter Manfred Germar, der ihn auf der Ziellinie überholte. Seinen ersten internationalen Titel errang er 1958 bei den Europameisterschaften in Stockholm. Er gewann sowohl den 100-Meter-Lauf als auch die 4-mal-100-Meter-Staffel zusammen mit Manfred Germar, Heinz Fütterer und Walter Mahlendorf.
Am 6. September 1958 in Friedrichshafen lief Hary, inzwischen zum FSV Frankfurt gewechselt, erstmals die 100 Meter in handgestoppten 10,0 s und war damit eine Zehntelsekunde schneller als der Weltrekord. Seine Laufzeit wurde jedoch nicht anerkannt, da die Bahn elf statt der zulässigen zehn Zentimeter Gefälle aufwies. Im gleichen Jahr wurde Hary durch den Deutschen Leichtathletik-Verband (DLV) wegen unkorrekter Spesenabrechnungen für mehrere Monate gesperrt (Bahnfahrt statt PKW, es ging um 70 DM, heute ca. 199 €).
Beim Leichtathletik-Meeting im Zürcher Letzigrund am 21. Juni 1960 gelang ihm schließlich die offizielle Sensation: Im Wiederholungslauf nach einem Fehlstart lief er die 100 Meter in neuer Weltrekordzeit von 10,0 s – auf einer Aschenbahn und elektronisch mit 10,25 s gestoppt. Die Funktionäre des DLV hatten seine Teilnahme zu torpedieren versucht, da man ihn für Rom schonen wollte. Seine Teilnahmebestätigung bekam er telefonisch durch die schweizerischen Veranstalter, und er erreichte den Wettkampf erst wenige Stunden vor Beginn mit einer Transportmaschine, da alle regulären Flüge ausgebucht waren.
Im selben Jahr holte Hary Gold mit einer Zeit von 10,2 s nach drei Fehlstarts, wobei er einen selbst verursachte, über die 100 Meter bei den Olympischen Spielen in Rom (Zitat Armin Hary in einem Interview 2007: „Rom waren meine Spiele – ich wollte mich rächen, für alles, was sie mir angetan hatten.“). Zudem wurde er zunächst Zweiter mit der 4-mal-100-Meter-Staffel (Bernd Cullmann, Armin Hary, Walter Mahlendorf, Martin Lauer). Die US-amerikanische Staffel, die als erste angekommen war, wurde 15 Minuten später wegen eines falschen Wechsels disqualifiziert, und Hary erhielt sein zweites olympisches Gold.
Ein Jahr danach war seine Karriere bereits zu Ende. Nach abermaligen Querelen wegen einer Spesenabrechnung und einer Knieverletzung durch einen Autounfall beendete er, frustriert durch das Verhalten der Funktionäre, 1961 seine Laufbahn und stieg ins Immobiliengeschäft ein. Nebenberuflich betätigt er sich als Autor von Kommentaren in der Welt am Sonntag.
Hary engagiert sich in einem 2004 begründeten Projekt für die Förderung jugendlicher Sporttalente aus sozial schwacher Umgebung oder anderen Problemfeldern. Für diese Initiative erhielt er 2008 das Bundesverdienstkreuz am Bande. Im November 2018 gab Hary bekannt, dass seine umfangreiche Trophäen-Sammlung Mitte Dezember 2018 zum Verkauf in die USA anstehe, weil er keinen Erben dafür hat.

## Sportliche Erfolge
- 1957: Deutscher Vizemeister 100 m
- 1958: Deutscher Vizemeister 100 m
- 1958: Europameisterschaftsgold 100 m und 4 × 100-m-Staffel
- 1959: Deutscher Hallenmeister 70 m
- 1960: Deutscher Meister 100 und 200 m
- 1960: Weltrekord über 100 m (10,0 s)
- 1960: Olympiagold in Rom 100 m und 4 × 100-m-Staffel

## Auszeichnungen
- 2000 Läufer des Jahrhunderts (Deutschland)[7]
- 2000 Sportler des Jahrhunderts (Saarland)[7]
- 2008 Bundesverdienstkreuz am Bande[8]

Des Weiteren erhielt Hary 1960 eine unikale Medaille aus purem Gold, zehn Zentimeter im Durchmesser und von einem Zentimeter Dicke, die der japanische Kaiser Hirohito demjenigen Menschen versprochen hatte, der als Erster die 100 Meter in zehn Sekunden läuft. Diese Medaille wurde ihm in Rom nach dem Finale um halb drei nachts im olympischen Dorf überreicht.